# Strong Heart
〈Strong Heart〉(스트롱 하트)는 일본의 가수 쿠라키 마이의 노래이다. 〈Strong Heart (from Mai Kuraki Premium Live One for all, All for one)〉이라는 작품으로 자신의 첫 DVD 싱글로 2011년 11월 23일에 노던 뮤직에서 발매되었다.

## 개요
2개월 연속 발매의 제2탄 싱글이며, 쿠라키 마이의 첫 DVD 싱글이다. 처음에는 CD 싱글로의 발매를 알렸지만, 채리티 라이브에 있어서의 쿠라키 마이의 뜨거운 마음과 관중이 만들어낸 열기 있는 라이브는 악곡이 가지는 세계관을 보다 강하게 전해주고 있다는 이유에서, 라이브 영상을 메인으로 한 DVD 싱글로의 발매로 변경되었다. 2011년 10월 22일에 일본무도관에서 개최된 동일본 대지진 부흥 지원 채리티 라이브 ‘Mai Kuraki Premium Live One for all, All for one’에서 〈Strong Heart〉와 〈always〉의 라이브 영상이 수록되어있다.
일반적으로는 초회한정반과 통상반의 2형태로의 발매, 게다가 팬 클럽 회원과 Musing 회원 한정으로 발매되는 Musing&FC반도 포함되며, 실질적으로 3형태로의 발매가 된다. 각 자켓도 각각 다르게 되어있다. 초회한정반은 ‘DVD+2CD’, 통상반과 Musing&FC반은 ‘DVD+CD’로의 발매이다. 초회한정반에는 〈왜 좋아하는 거야 (winter ver.)〉을 수록한 CD(Bonus Disc 2)가 부속되는 것 외에, 특전으로 오리지널 비주얼 스티커, 오리지널 비주얼 휴대전화 대기화면 다운로드용 QR 코드가 봉입된다. Musing&FC반에는 오리지널 휴대전화 대기화면 다운로드용 URL · QR 코드와 〈Your Best Friend〉의 라이브 영상 시청용 URL · QR 코드가 봉입된다. 싱글반의 발매금의 일부는 동일본 지진 부흥 지원금으로 기부되었다.
Bonus Disc 1에는 당시 CD 싱글의 형태로 발매할 예정이였던 내용이 수록되어있다
악곡은 간사이 TV 후지 TV계 화요일 밤 10시 드라마 《HUNTER: 그 여자들, 현상금 사냥꾼》 주제가로 사용되었다.

## 싱글 수록곡
DVD
1. Strong Heart
2. always

Bonus Disc 1 (CD)
1. Strong Heart [4:18]
  - 작사: 쿠라키 마이, GIORGIO 13, 작곡 · 편곡: GIORGIO CANCEMI

2. 너의 목소리(キミノコエ) [5:16]
  - 작사: 쿠라키 마이, GIORGIO 13, 작곡 · 편곡: GIORGIO CANCEMI

3. Strong Heart (Instrumental)

Bonus Disc 2 (CD, 초회한정반에만)
1. 왜 좋아하는 거야 (winter ver.)(どうして好きなんだろう 〜winter ver.〜) [5:58]
  - 작사: GIORGIO 13, 작곡 · 편곡: GIORGIO CANCEMI, 노래: NERDHEAD feat. Mai.K

## 수록 음반
- OVER THE RAINBOW
- MAI KURAKI BEST 151A -LOVE & HOPE-